# 永和桥 (龙泉市)
永和桥，位于浙江省龙泉市安仁镇安仁溪之上，为石墩木伸臂简支梁结构廊桥，龙泉廊桥之一。2013年作为处州廊桥的单体之一，列入全国重点文物保护单位。

## 历史
永和桥始建于明成化元年（1465年），1914年重建。桥梁全长126.3米，有廊屋42间，为浙西南现存廊屋最长的廊桥。